# ヤイマヒラヨシノボリ
ヤイマヒラヨシノボリ（やいま平葦登、Rhinogobius yaima）は、ヨシノボリ類の両側回遊魚。2020年に新種記載されたハゼで、成魚は石垣島や西表島の渓流に生息する。

## 分布
琉球列島固有種。石垣島、西表島に分布する。

## 形態
成魚の全長は7-8cmだが、最大で10cmになる。縦列鱗数40–43、脊椎骨数26、第1背鰭棘数6。他のヨシノボリよりも著しく頭部が縦扁していることが特徴。また、他種に比べ体が細長い。胸鰭は左右にせり出して見える。体の前半に3本程度の縦帯があり、胸鰭基部の黒半が顕著である。眼から吻端にかけての朱条は太く明瞭で、ヨシノボリのなかではこの朱条は最大である。オスの体色は青みが強く、産卵期には黒くなる。オスの尾鰭には橙色の4 横点列がある。また、メスの尾鰭基底に垂直に並んだ1 対の長方形または円形の黒色斑がある。オスの第1背鰭低く後端は倒しても第2背鰭起部に達せず、腹鰭第5軟条は普通最初に5分岐する。胸鰭基底、腹鰭起部前方、腹部腹中線周辺は無鱗である。生時もしくは生鮮時に側頭部から第2背鰭起部にかけての背面に橙色または赤色の2縦線がある。

## 生態
主に流域の長い河川の河川上流域の急流を好み、渓流域の早瀬の礫底など流れの速い場所に生息する。冬季は中流域にも出現することがある。仔魚は一度海に降りる両側回遊を行うが、成魚は落差40ｍを超えるような大きな滝の上にもみられる。繁殖期は3月頃。

## 名称
標準和名「ヤイマヒラヨシノボリ」のヤイマとは学名のyaimaからきており、学名のyaimaは八重山諸島に由来する。ヒラとは体が縦扁し平ぺったいことからである。
また、他の和名として、イーブーという地方名がある。
色斑が「ヨシノボリ大型種（現在のオオヨシノボリ）」に似ていることから、もともと本種はヨシノボリ大型種と呼ばれていた。
その後、「ヨシノボリ大型種」に複数の型があるとわかり、ヨシノボリ南黒色大型と呼ばれるようになった。
「ヨシノボリ」が複数種に細分され、オオヨシノボリという種が発表されたことで、本種はオオヨシノボリ南黒色型と呼ばれるようになった。
「オオヨシノボリ南黒色型」は種に格上げされ、オオヨシノボリとは別種となり、ヒラヨシノボリという標準和名が提唱された。
「ヒラヨシノボリ」は2種に細分化され、ヤイマヒラヨシノボリ(Rhinogobius yaima)とケンムンヒラヨシノボリ（Rhinogobius yonezawai）の新2種が記載された。